# Steve Collins (Boxer)
Steven „Steve“ Collins (* 21. Juli 1964 in Dublin) ist ein ehemaliger irischer Profiboxer und ehemaliger Weltmeister der WBO im Mittelgewicht und Supermittelgewicht. Die Internet-Datenbank BoxRec, führt ihn unter den Top 10 der besten Supermittelgewichts-Boxer aller Zeiten (Stand: Dezember 2018).

## Anfänge
Als Amateur gewann Collins 82 von 90 Kämpfen und siegte in mehreren irischen Turnieren. 1986 erzielte er seine größten Amateurerfolge, als er den Irischen Meistertitel im Mittelgewicht gewann und bei einem Ländervergleichskampf den ungarischen Olympiaboxer Zoltán Füzesy nach Punkten bezwang. Nach einem weiteren Ländervergleichskampf gegen die USA desselben Jahres, beschloss er in den Staaten zu bleiben und zog nach Brockton, der Heimatstadt seines Vorbildes Marvin Hagler. Er stellte sich im Petronelli Gym in Boston vor, der Trainingsstätte von Marvin Hagler, die von den beiden Petronelli-Brüdern Guerino „Goody“ und Pasquale „Pat“ geführt wurde. Diese erkannten sein Talent und übernahmen dessen Training und Management.
Noch im Oktober 1986 bestritt er seinen ersten Profikampf auf einer Veranstaltung, bei der auch sein späterer Trainer Freddie Roach und der ebenfalls irischstämmige Micky Ward als Boxer auftraten. Collins gewann den Kampf durch K. o. in der dritten Runde und konnte bis Ende des Jahres 1987 noch sechs weitere Siege feiern. Am 18. März 1988 boxte er in Boston gegen den ungeschlagenen Sam Storey (8-0), dem er als Amateur im Finale der Irischen Meisterschaften 1985 unterlegen war, um den Irischen Meistertitel im Mittelgewicht. Dabei konnte sich Collins einstimmig nach Punkten durchsetzen.
Bis Februar 1989 bestritt er fünf weitere siegreiche Kämpfe, darunter einen K. o.-Sieg gegen den ungeschlagenen Paul McPeek (16-0). Am 9. Mai 1989 boxte er in Atlantic City gegen Kevin Watts (18-4) um den US-amerikanischen Meistertitel im Mittelgewicht. Er musste zwar in der elften Runde durch einen Körpertreffer erstmals in seiner Profikarriere zu Boden, gewann den Kampf jedoch einstimmig nach Punkten. Es war zugleich sein erster Kampf über 12 Runden.
Den Titel verteidigte er am 16. Juli 1989 in Atlantic City gegen den Punching Postman Tony Thornton (21-2, 18 Knockouts). Collins konnte auch diesen Kampf, bei dem er eine schwere Ohrenverletzung davontrug, nach Punkten für sich entscheiden und wurde nun erstmals in der Weltrangliste unter den besten 10 geführt.

## Erste Titelchancen (WBA, EBU)
Nach einem K. o.-Sieg gegen den Kalifornier Roberto Rosiles im November 1989, erhielt er am 3. Februar 1990 in Boston eine WM-Titelchance der WBA im Mittelgewicht gegen den amtierenden Weltmeister Mike McCallum (36-1, 31 K. o.). Collins hatte somit die Chance, in seiner Wahlheimat, vor zugereisten irischen Fans und von ABC landesweit im TV ausgestrahlt, nach weniger als dreieinhalbjähriger Profierfahrung neuer Weltmeister zu werden. McCallum zeigte sich von seinem international unerfahrenen Gegner wenig beeindruckt und kündigte vor dem Kampf an, Collins nach kurzer Aufwärmphase auszuknocken. Tatsächlich schien sich dies zu bewahrheiten, den McCallum gewann die ersten fünf Runden deutlich und wirkte um einige Klassen erfahrener als Collins. Dieser erhielt jedoch strategieändernde Anweisungen seiner Trainer und konnte ab der sechsten Runde den Kampf ausgeglichener gestalten. Collins konnte nun immer wieder Körpertreffer und rechte Gerade am Kopf seines Gegners landen. In den letzten Runden hatte es den Anschein, als würde sich McCallum dem offenen Schlagabtausch entziehen und sich auf seinen Punktevorsprung verlassen. Dieser brachte ihm zwar nach 12 Runden den Sieg nach Punkten, jedoch galt Collins von nun an als „weiße Hoffnung“ im von vornehmlich von Schwarzen dominierten Mittelgewicht.
In folgenden Kämpfen bezwang er Fermin Chirino (11-4) aus Venezuela durch K. o. in der sechsten Runde, Edward Allen Hall (20-6) durch einstimmigen Punktsieg, sowie Kenny Snow (28-11), Jean-Noel Camara (21-10) und Dan Morgan (39-1, 28 K. o.) jeweils durch K. o. in der dritten Runde. Zu einem vereinbarten Rückkampf gegen Mike McCallum kam es jedoch nicht, da dieser ins Supermittelgewicht aufstieg. Dafür erhielt Collins jedoch eine erneute Titelchance um den nun vakanten WBA-Gürtel gegen die Nummer 2 der Weltrangliste, Reggie Johnson (30-2) aus Texas. Doch auch in diesem unsauber geführten Duell, unterlag Collins knapp und nicht unumstritten nach Punkten.
Nach einer sechsmonatigen Ringabstinenz, wurde ihm eine weitere Titelchance gegen einen Weltklassegegner eingeräumt. Er boxte dabei am 22. Oktober 1992 in Italien gegen den in Zaire geborenen, italienischen EBU-Europameister Sumbu Kalambay (55-5, 32 K. o.). Der offensive Kampfstil von Collins kam einem Defensivexperten und Konterboxer wie Kalambay gelegen, weshalb Collins trotz herausragender Leistung auch diesen Kampf nach Punkten verlor. Es blieb jedoch die letzte Niederlage seiner Karriere.

## Weltmeister der WBO
Collins verlegte seine Trainingsstätte nach Großbritannien und gewann dort sechs Kämpfe in Folge, davon fünf vorzeitig. Am 11. Mai 1994 durfte er somit in Sheffield gegen WBO-Weltmeister Chris Pyatt (42-3, 32 K. o.) um dessen WM-Titel im Mittelgewicht boxen. Collins gewann dabei durch K. o. in der fünften Runde und war somit endlich Weltmeister.
Doch anstatt seinen Titel zu verteidigen, legte er ihn bereits im März 1995 wieder nieder, um in die nächsthöhere Gewichtsklasse, das Supermittelgewicht aufzusteigen. Grund dafür war eine dort ermöglichte Titelchance gegen den ungeschlagenen, britischen WBO-Champion Chris Eubank, gegen den Collins schon seit längerer Zeit antreten wollte. Dabei konnte er den in 43 Profikämpfen unbesiegten Eubank am 18. März 1995 in Irland erstmals in dessen Karriere in der achten Runde zu Boden schicken, musste jedoch selbst einmal in der zehnten Runde zu Boden gehen. Collins hatte sich jedoch intensiv auf den Kampfstil von Eubank vorbereitet und konnte nahezu jeden seiner Angriffe erfolgreich kontern. Nach den vollen 12 Runden wurde Collins zum einstimmigen Punktesieger erklärt und bereitete sich auf einen Rückkampf vor.
Dieser fand am 9. September 1995 erneut in Irland statt. Doch auch in diesem Kampf ließ Collins seinen Kontrahenten nicht zum Zuge kommen und gewann erneut nach Punkten. Eubank zeigte sich von den beiden Niederlagen gegen Collins frustriert und erklärte nur einen Monat später seinen Rücktritt vom aktiven Boxsport. Am 25. November 1995 verteidigte Collins seinen Titel noch durch einstimmige Punktwertung gegen den angesehenen Britischen Meister Cornelius Carr (26-1), der sich als Sparringspartner von Chris Eubank und Roy Jones junior einen hohen Erfahrungswert angeeignet hatte. Am 9. März 1996 besiegte er noch den Briten Neville Brown (29-3) überragend durch K. o. in der elften Runde, wobei er ihn bereits in der ersten Runde am Boden hatte.
Am 6. Juli 1996 stieg er in Manchester zu einer weiteren Titelverteidigung gegen den Dark Destroyer Nigel Benn in den Ring, der von der BoxRec-Rangliste immerhin als zweitbester Supermittelgewichtler aller Zeiten geführt wird (Stand: Juni 2012). Dieser war ebenfalls Weltmeister der WBO im Mittelgewicht, sowie WBC-Weltmeister im Supermittelgewicht und hatte 42 seiner 45 bisherigen Profikämpfe gewonnen, davon 35 durch Knockout. Bisher musste er nur Niederlagen gegen die Ausnahmetalente Michael Watson, Chris Eubank und Thulani Malinga hinnehmen, letztere erst vier Monate vor seinem Kampf gegen Collins. Der Kampf selbst fand ein unspektakuläres Ende; bereits in der vierten Runde stürzte Benn unglücklich zu Boden und klagte über Schmerzen im Knöchel, entschied sich jedoch weiterzuboxen. Als Collins ihn kurz darauf nochmals mit einer Schlagserie attackierte, drehte Benn sich zu den Ringseilen um und gab den Kampf auf. Er begründete dies mit seiner Fußverletzung und forderte einen Rückkampf, der ihm gewährt wurde.
Dieser wurde am 9. November desselben Jahres und erneut in Manchester ausgetragen. Collins erkannte Benns Taktik schneller Meidbewegungen die ihn zu einem kräfteraubenden Angriff provozieren sollten und attackierte Benn daher erst, wenn dieser wieder eine aufrechte Position eingenommen hatte. Mit dieser einfachen Taktik und seiner eigenen Kontertechnik setzte sich Collins schließlich deutlich durch und beherrschte seinen Gegner. Benn erkannte die Überlegenheit seines Gegners und gab bereits nach der sechsten Runde den Kampf auf. Wie Eubank erklärte auch er seinen Rücktritt vom Boxen.
Am 8. Februar 1997 gewann Collins in London seine inzwischen sechste Titelverteidigung gegen den französischen Europameister Frédéric Seillier (43-6). Der Ringrichter beendete den Kampf in der fünften Runde aufgrund mehrerer schwerer Cutverletzungen in Seilliers Gesicht. Am 5. Juli 1997 stellte sich Collins in Schottland dem US-Amerikaner Craig Cummings (34-2, 29 K. o.). Dabei ging Collins bereits zu Beginn des Kampfes im offenen Schlagabtausch zu Boden und wurde bis 8 angezählt. Es war sein bis dahin erst dritter Niederschlag in seiner Profilaufbahn. Anschließend konnte er jedoch auch Cummings noch in der ersten Runde zu Boden bringen. In der dritten Runde brach der Ringrichter den Kampf schließlich ab, da Cummings Cutverletzungen im Gesicht erlitten hatte und schwer angeschlagen wirkte.
Anschließend zugesagte Kämpfe gegen Roy Jones junior und Joe Calzaghe kamen nicht mehr zustande, da Collins nach dem Cummings-Kampf seinen Rücktritt erklärte.

## Leben außerhalb des Boxringes
1998 verschaffte ihm sein Bekannter Vinnie Jones eine Schauspielrolle in dem Film Bube, Dame, König, grAS von Guy Ritchie. Er spielt darin den Türsteher eines Boxclubs. Zudem hat er einen Auftritt im Musikvideo zu The Sweetest Thing der irischen Rockband U2. Weitere Auftritte hatte er bisher unter anderem in der Biographie-Verfilmung The Kid (2010), dem irischen Kurzfilm The Underground (2012) und dem Film Once Upon a Time in London (2019).
Collins ist seit 2004 mit der um elf Jahre jüngeren Donna Feist verheiratet und lebt in England. Er ist zudem Vater von fünf Kindern, die aus zwei vorherigen Beziehungen stammen.
Er war neben seinem ehemaligen Gegner Nigel Benn, dem Sänger Lee Latchford-Evans, dem Stuntman Ryan Dunn, der Schauspielerin und Sängerin Heather Peace, sowie dem Big Brother Teilnehmer Jason Cowan, einer von sechs Teilnehmerin der 2005 produzierten Reality-TV-Serie „Commando VIP“ des britischen Senders Channel Five.
Am 3. Juni 2006 war er als Co-Moderator für RTÉ im National Boxing Stadium von Dublin zu Gast, um einen Kampf zwischen dem späteren WBA-Weltmeister Bernard Dunne aus Irland und dem US-Amerikaner David Martínez zu kommentieren. Nach dem Kampf verließ Collins kurzzeitig das Stadion, wurde jedoch am Wiedereintritt von einem Angestellten des Sicherheitspersonals gehindert, der Collins nicht erkannt haben will. Nach einem Handgemenge schlug Collins dem Sicherheitsmann ins Gesicht, worauf dieser Anzeige wegen Körperverletzung erstattete. Collins hingegen plädierte auf Notwehr und gab zu Protokoll, vom Sicherheitsmann zuerst tätlich angegriffen worden zu sein und sich nur angemessen verteidigt zu haben. Die anschließenden Ermittlungen und Gerichtsverhandlungen zogen sich über vier Jahre hin und endeten schließlich erst im November 2010. Collins wurde von den 12 Geschworenen vom Vorwurf der Körperverletzung freigesprochen.